# Canó naval de 15 cm SK L/45
El canó naval de 15 cm SK L/45 (SK de l'alemany Schnelladekanoneː de càrrega ràpida) és una peça d'artilleria naval alemanya que entrà en servei a principis del segle XX i fou emprada a la Primera Guerra Mundial en creuers lleugers, i com a armament secundari en altres vaixells de guerra. També fou emprada en unitats menors durant la Segona Guerra Mundial (per exemple en els creuers auxiliars de la Kriegsmarine).

## Servei naval
| Tipus de muntura | Denominació  | Pes       | Elevació    | Abast (durant la Primera Guerra Mundial) | Classes de vaixells                                      |
| Muntatges individuals en casamates«Casamata». Diccionari de la llengua catalana de l'IEC. Institut d'Estudis Catalans. | MPL C/06     | 15.770 kg | -7° a +20°  | 14.900 m                                 | Nassau, Helgoland, Kaiser, von der Tann, Moltke, Blücher |
| Muntatges individuals en casamates«Casamata». Diccionari de la llengua catalana de l'IEC. Institut d'Estudis Catalans. | MPL C/06.11  | 16.533 kg | -10° a +19° | 13.500 m                                 | König, Seydlitz, Derfflinger                             |
| Muntatges individuals en casamates«Casamata». Diccionari de la llengua catalana de l'IEC. Institut d'Estudis Catalans. | MPL C/13     | 17.950 kg | -8.5° a +19 | 13.500 m                                 | Bayern, Hindenburg, Mackensen                            |
| Muntatges individuals en casamates«Casamata». Diccionari de la llengua catalana de l'IEC. Institut d'Estudis Catalans. | MPL C/13 mod | 18.350 kg | -8.5° a +22 | 15.800 m                                 | Modificació en temps de guerra de la versió MPL C/13     |
| Muntatges individuals amb semi-escut de blindatge                                                                      | MPL C/14     | kg        | -10° a +22° | m                                        | Wiesbaden, Königsberg II                                 |
| Muntatges individuals amb semi-escut de blindatge                                                                      | MPL C/16     | 17.116 kg | -10° a +27° | 16.800 m                                 | Cöln II, Emden                                           |
| Muntatges individuals amb semi-escut de blindatge                                                                      | MPL C/16 mod |           | -10° a +30  | 17.600 m                                 | Modificació en temps de guerra de la versió MPL C/16     |

## Artilleria de defensa costanera
El mateix canó fou utilitzat en tasques de defensa costanera després de la Primera Guerra Mudnail. Un exemple va ser la 3./Marine-Artillerie Abteilung 604 ("3a bateria d'artilleria naval, de Batalló 604") a Jersey, que utilitzava obusos de 44 kg amb un abast de 18.000 m.